# Elfe (Terre du Milieu)
Pour les articles homonymes, voir Elfe (homonymie).
Les Elfes sont une race de l'univers de la Terre du Milieu inventé par l'écrivain britannique J. R. R. Tolkien. Ils apparaissent dans Le Hobbit et dans Le Seigneur des anneaux, mais leur histoire complexe est plus complètement décrite dans Le Silmarillion, édité et publié après la mort de Tolkien. On donne plus de détails sur eux dans d'autres écrits de l'auteur, édités et publiés par la suite, comme les Contes et légendes inachevés et l’Histoire de la Terre du Milieu. L’Histoire de la Terre du Milieu révèle aussi leur histoire textuelle et conceptuelle, puisque Tolkien avait écrit des textes sur les Elfes bien avant que Le Hobbit ne soit publié.
Les Elfes sont les aînés des Enfants d'Ilúvatar, les cadets étant les Hommes. Ce sont des êtres immortels : vieillesse et maladies n'ont presque aucun effet sur eux. Seule une blessure grave ou une profonde mélancolie peuvent séparer leur âme de leur corps. Lorsqu'un Elfe disparaît, son âme se rend dans les cavernes de Mandos, où il attend d'être réincarné.
Les Elfes sont grands et imberbes, sauf les plus âgés, les exemples connus étant Círdan et Mahtan, le beau-père de Fëanor, père de Nerdanel.
De toutes les créatures mythiques du Seigneur des anneaux, les elfes sont de loin les plus doués. Leur capacité à l'arc et à la lame elfique ont fait d'eux des guerriers redoutables. Ce sont aussi les ennemis du Seigneur des anneaux et, l'ayant vaincu à plusieurs reprises (notamment dans le cadre de la Dernière Alliance ou de la Grande Bataille), Sauron les craint. 
Leur attitude par rapport aux Nains est empreinte de défiance depuis la Chute du Doriath mais cela n'empêche pas leur coopération contre le Maître des ténèbres.

## Conception et évolution

### Premiers écrits
La représentation victorienne traditionnelle des fées et elfes dansants apparaît fréquemment dans les premiers poèmes de Tolkien, et a influencé ses œuvres ultérieures, en partie à cause de l'influence du roman de J. M. Barrie Peter Pan, publié à Birmingham en 1910, et de sa familiarité avec le travail du poète mystique catholique Francis Thompson, dont Tolkien avait acheté les ouvrages en 1914.
En tant que philologue, l'intérêt de Tolkien pour les langues le poussa à en inventer plusieurs de son propre cru, comme passe-temps. S'interrogeant sur la nature des locuteurs de ces langages, et sur les histoires qu'ils pourraient raconter, Tolkien se tourna à nouveau vers le concept d'Elfes.

### Le Livre des Contes Perdus
Dans les toutes premières versions des histoires qui fournissent le contexte des langues elfiques, Le Livre des Contes Perdus, Tolkien développait l'idée que la petite race d'elfes semblables aux fées avait été autrefois un peuple grand et puissant, mais que, quand les Hommes ont pris possession du monde, ces Elfes ont « diminué ».
Ces Elfes plus grands sont influencés par ceux de la mythologie nordique, spécialement par les Ljósálfar, divins et de taille humaine[source insuffisante], ainsi que d'œuvres médiévales comme Sir Orfeo, le Mabinogion gallois, les romans arthuriens et les légendes des Tuatha Dé Danann. John Garth fait aussi référence aux Tuatha Dé Danann en suggérant que Tolkien a essentiellement réécrit les traditions féériques irlandaises[réf. souhaitée].
La mythologie celtique eut une grande influence sur les écrits de Tolkien concernant les Elfes, et certaines des histoires que Tolkien écrivit sont directement inspirées de leurs « légendes ». Par exemple, La Fuite des Noldoli est basé sur les Tuatha Dé Danann et Lebor Gabála Érenn, et leur nature migratoire provient de la première histoire irlandaise/celtique.
Le nom Inwë, ou Ing dans les premiers brouillons, donné par Tolkien à l'aîné des Elfes et à son clan est similaire au nom trouvé dans la mythologie scandinave comme Ingwi-Freyr (Ingui-Frea dans le paganisme anglo-saxon), un dieu qui donne en cadeau Álfheim (le monde elfique) pour régner. Terry Gunnell affirme aussi que les relations entre les Elfes et les beaux navires sont une réminiscence de Njörðr et Skíðblaðni, les vaisseaux de Freyr.
Les plus grands Elfes ont aussi été inspirés à Tolkien par la théologie catholique — comme représentatifs de l'état des Hommes dans l'Eden avant la « Chute » — semblables aux humains, mais plus justes et plus sages, avec de grands pouvoirs spirituels, des sens plus aigus, et une empathie plus proche de la nature. Tolkien écrivit à leur sujet : 

« They are made by man in his own image and likeness; but freed from those limitations which he feels most to press upon him. They are immortal, and their will is directly effective for the achievement of imagination and desire.[source insuffisante] »

Dans Le Livre des contes perdus Tolkien inclut aussi bien le type plus sérieux d'Elfes « médiévaux », comme Fëanor et Turgon, que le type plus frivole et jacobite, comme les Solosimpi et Tinúviel. Ces deux types d'Elfes se retrouvent encore dans Le Hobbit (1937), où les Elfes frivoles de Fendeval ont pour seigneur le majestueux Elrond. Tolkien conserve aussi l'utilisation du terme celtique et populaire « fée » pour ces mêmes créatures.
À côté de l'idée d'Elfes plus grands, Tolkien développa aussi l'idée d'enfants visitant Valinor, l'île-foyer des Elfes, dans leur sommeil. Les Elfes visiteraient également les enfants la nuit et les réconforteraient s'ils avaient été punis ou réprimandés. Ce thème, liant les elfes aux rêves des enfants et au voyage nocturne fut en grande partie abandonné.

### La Quenta Silmarillion
En 1937, ayant vu son manuscrit du Silmarillion refusé par un éditeur qui dénigra tous ces « noms celtiques et tape-à-l'œil » que Tolkien avait donné à ses Elfes, Tolkien nia que ces noms aient une origine celtique :

« Inutile de dire qu'ils ne sont pas celtiques ! Les récits non plus. Je connais en effet des choses celtiques (dont beaucoup dans leurs langues originales, l'irlandais et le gallois), et ressens pour elles une certaine aversion ; en grande partie à cause de leur déraison fondamentale. Elles ont de brillantes couleurs mais ressemblent à un vitrail brisé recomposé au hasard. Elles sont effectivement « folles », comme le dit votre lecteur — mais moi je ne pense pas être fou. »

Dimitra Fimi suggère que ces commentaires sont un produit de son anglophilie davantage que d'un commentaire des textes eux-mêmes ou de leur influence actuelle sur ses écrits.

### Le Seigneur des anneaux
Terry Gunner note que les titres des dieux germaniques Freyr et Freyja (seigneur et dame) sont aussi donnés à Celeborn et Galadriel dans Le Seigneur des anneaux. D'après Tom Shippey, le thème de la diminution des Elfes vers les « fées » resurgit dans Le Seigneur des anneaux dans les dialogues de Galadriel.
Écrivant en 1954, au milieu des corrections typographiques des épreuves du Seigneur des Anneaux, Tolkien affirma que le sindarin était de « caractère linguistique très semblable (mais pas identique) au gallo-brittonique […] parce qu'il semble convenir au type, relativement « celtique », de légendes et d'histoires racontées à propos de ceux qui la parlent. » Dans la même lettre, Tolkien continue à dire que les elfes avaient très peu en commun avec les Elfes européens ou les Fées et qu'ils représentent vraiment des hommes avec une capacité artistique plus grande, une beauté et une durée de vie plus longue. Tolkien dit aussi qu'une lignée elfique était la seule « noblesse » réelle que les Hommes de la Terre du Milieu pouvaient avoir.
Tolkien écrivit aussi que les Elfes du Seigneur des anneaux étaient les premiers à blâmer pour beaucoup de maux qui affectaient la Terre du Milieu, pour avoir créé de manière indépendante les Trois Anneaux dans le but d'empêcher leurs domaines de 's'effacer' dans les terres mortelles et de tenter d'arrêter le changement inévitable et la nouvelle croissance.

## Histoire

### Origines
Originellement, dans les années 1910 et 1920, Ingwë, Finwë et Elwë (leurs noms définitifs) étaient les plus âgés des Elfes. Vers 1959 ou 1960, Tolkien écrivit un conte détaillé sur le réveil des Elfes, intitulé Cuivienyarna, dans Quendi et Eldar. Ingwë, Finwë et Elwë devinrent alors les premiers ambassadeurs et les Rois des Elfes. Ce texte a seulement été publié dans The War of the Jewels, un des tomes de la série analytique Histoire de la Terre du Milieu, en 1994, mais une version similaire a été incluse dans le Silmarillion en 1977.
D'après le premier conte, les premiers Elfes furent réveillés par Eru Ilúvatar près de la baie de Cuiviénen pendant les Années des Arbres. Ils se réveillent sous le ciel étoilé, la Lune et le Soleil devant encore être créés. Les premiers Elfes à se réveiller furent les trois couples : Imin (« Premier ») et son épouse Iminyë, Tata (« Deuxième ») et Tatië, et Enel (« Troisième ») et Enelyë.
Imin, Tata, Enel et leurs épouses se rejoignent et marchent dans les forêts alentour. Ils rencontrent par hasard six, neuf, et douze couples d'Elfes, et chaque « patriarche » réclame ces couples comme ses gens. De là, soixante Elfes habitent près des rivières, et ils inventent la poésie et la musique en Terre du Milieu (le continent). En voyageant plus loin, ils rencontrent dix-huit couples d'Elfes regardant les étoiles, que Tata réclama pour siens. Ils étaient grands et aux cheveux bruns, les pères de la plupart des Ñoldor. Les quatre-vingt-seize Elfes qu'ils étaient désormais inventèrent de nombreux nouveaux mots. Continuant leur voyage, ils trouvèrent vingt-quatre couples d'Elfes, chantant sans langage, et Enel les ajouta à son peuple. Ils furent les ancêtres de la plupart des Lindar ou « chanteurs », plus tard nommés Teleri. Ils ne découvrirent pas d'Elfe supplémentaire ; le peuple d'Imin, le plus petit groupe, est l'ancêtre des Vanyar. En tout, les Elfes étaient 144. Comme tous les Elfes s'étaient trouvés par groupes de douze, douze devint leur base numérique et 144 leur plus grand nombre (pendant très longtemps), et aucune des langues elfiques plus tardive n'a de nom courant pour un nombre plus grand.
Ils furent découverts par le Vala Oromë, qui apporta la nouvelle de leur réveil à Valinor.
Le Silmarillion affirme que Melkor, le Seigneur des Ténèbres, avait déjà capturé quelques Elfes errants, et les avait tordu et mutilé jusqu'à ce qu'ils deviennent des Orques. Cependant, Tolkien finit par trouver inconfortable cette origine elfique, et envisagea de nouvelles théories sur l'origine des Orques.

### Scissions

Les divisions des Elfes telles que données dans La Guerre des Joyaux

Dès leur éveil, sur les rives de Cuiviénen, les Elfes comprenaient trois clans : les Minyar (« Premiers »), les Tatyar (« Seconds ») et les Nelyar (« Troisièmes »). Les Valar décidèrent de convoquer les Elfes à Valinor plutôt que de les laisser demeurer à l'endroit où ils s'étaient éveillés pour la première fois, près du lac de Cuiviénen à l'extrémité orientale de la Terre du Milieu. Ils envoyèrent Oromë, qui choisit Ingwë, Finwë et Elwë (différents d'Imin, Tata et Enel) comme ambassadeurs pour Valinor. En retournant en Terre du Milieu, Ingwë, Finwë et Elwë convainquirent une grande partie des Elfes de faire le voyage vers Valinor. Mais tous les Elfes n'acceptèrent pas, et ceux qui refusèrent, uniquement composés de Tatyar et de Nelyar, sont les Avari, tandis que les autres reçurent le nom d'Eldar. Ces derniers conservèrent la division en trois clans : 
- les moins nombreux, les Vanyar (issus des Minyar), menés par Ingwë ;
- les Ñoldor (issus des Tatyar), menés par Finwë ;
- les plus nombreux, les Teleri (issus des Nelyar), menés par Elwë et Olwë.

Tous les Eldar n'arrivèrent pas en Valinor. Certains choisirent délibérément d'abandonner la marche et de s'établir dans la vallée de l'Anduin : ce sont les Nandor, dont le chef était Lenwë. Plus tard, son fils Denethor mena une partie de son peuple en Beleriand, et celui-ci prit le nom d'Elfes Verts ou Laiquendi. Pendant ce temps, la marche se poursuivait, et les Elfes finirent par atteindre le Beleriand, à l'extrémité occidentale de la Terre du Milieu. Ils ne pouvaient aller plus loin, et Oromë retourna seul en Valinor demander conseil aux autres Valar.
Pendant ce temps, Elwë disparut dans les bois de Nan Elmoth, envoûté par les charmes de la Maia Melian. Les Teleri partirent à sa recherche tandis que Vanyar et Ñoldor embarquaient sur une île qu'Ulmo employa pour leur faire traverser la Mer et leur faire atteindre Valinor. De nombreuses années plus tard, Ulmo revint en Beleriand pour emmener les Teleri à la prière des Ñoldor. Cependant, Elwë n'ayant toujours pas reparu, certains Teleri restèrent en arrière et prirent pour nom Eglath, les Abandonnés. D'autres qui vivaient sur les côtes s'étaient liés d'amitié avec le Maia Ossë et restèrent en Terre du Milieu à sa demande : ce furent les Falathrim. Lorsqu'Elwë réapparut, aux côtés de Melian, il devint le roi de tous les Elfes de Beleriand, qui prirent le nom de Sindar, les Elfes Gris, lui-même s'appelant désormais Elu Thingol.

### Exil
En Valinor, Fëanor, fils de Finwë, et le plus grand des Ñoldor, créa les Silmarils dans lequel il plaça une part de la lumière des Deux Arbres qui éclairaient Valinor. Ces joyaux furent dérobés par Morgoth, qui tua également Finwë et s'enfuit en Terre du Milieu. Fëanor et ses sept fils prêtèrent serment de reprendre les Silmarils, et menèrent une grande armée ñoldorine en Beleriand.
En Beleriand, Elwë fut finalement retrouvé, et marié avec la Maia Melian. Il devint le chef suprême du Beleriand, se nommant lui-même Thingol (s. Gris-Mantel). Après la première bataille du Beleriand, pendant le premier lever de la Lune, les Ñoldor arrivèrent en Beleriand. Ils établirent un siège autour de la forteresse de Morgoth à Angband, mais ils finirent par échouer et tous leurs royaumes et cités furent détruits.
Les Valar finirent par répondre à la plaidoirie d'Eärendil le Navigateur, et leur armada réduisit à néant la puissance de Morgoth lors de la guerre de la Grande Colère.

### Second et Troisième Âge
Après la Guerre de la Grande Colère, les Valar levèrent l'Interdit posé sur les Ñoldor après leur exil, et invitèrent de même les Sindar à les rejoindre. Beaucoup obéirent, mais certains restèrent. Pendant le Deuxième Âge, ils fondèrent les royaumes de Lindon, d'Eregion et de la Forêt Noire. Sauron, l'ancien serviteur de Morgoth, reprit la guerre contre eux, mais, avec l'aide des Númenóréens, les Elfes remportèrent la victoire.
Pendant les Second et Troisième Âge, ils aidèrent à protéger de nombreux royaumes avec l'aide des Anneaux de Pouvoir, mais après la Guerre de l'Anneau, ils déclinèrent davantage et beaucoup d'Elfes quittèrent la Terre du Milieu pour Valinor. Les écrits publiés de Tolkien font des allusions contradictoires sur ce qui arriva aux Elfes en Terre du Milieu après la destruction de l'Anneau unique à la fin du Troisième Âge.
Après la destruction de l'Anneau Unique, le pouvoir des Trois Anneaux des Elfes prit fin lui aussi, et l'Âge des Hommes commença. Les Elfes qui sont restés en Terre du Milieu furent condamnés à un lent déclin, selon les termes de Galadriel, ils s'effacent et deviennent le « peuple rustique des vallons et des cavernes », véritablement déchus de leur ancien pouvoir et de leur ancienne noblesse. Tandis que le pouvoir des Ñoldor restants diminua immédiatement, la déchéance des Elfes s'étala sur des centaines voire des milliers d'années ; jusqu'à, en fait, notre époque, où les aperçus occasionnels d'Elfes rustiques alimentent les contes et légendes populaires.
Il y a de nombreuses références dans Le Seigneur des anneaux à la présence des Elfes en Terre du Milieu durant les premiers années du Quatrième Âge. Elladan et Elrohir, les fils d'Elrond, n'accompagnèrent pas leur père quand le Vaisseau Blanc emportant les Porteurs de l'Anneau et les chefs Ñoldor navigua des Havres Gris jusqu'à Valinor ; il est dit qu'ils restèrent à Lindon pour un temps. Il est également dit (dans l'Appendice A) que Celeborn unit la majeure partie du sud de la Forêt Noire au royaume de la Lórien à la fin du Troisième Âge, mais par ailleurs Tolkien écrivit que Celeborn demeura peu de temps en Lindon avant le dernier départ de la Terre du Milieu pour Valinor.
Tolkien écrivit aussi que des Elfes s'installèrent en Ithilien pendant le règne du roi Elessar, et aidèrent à la reconstruction du Gondor. Ils résidaient au départ dans le sud de l'Ithilien, le long des rives de l'Anduin. Ce qui implique aussi que des Elfes sont demeurés aux Havres Gris, au moins pour un certain temps. Tolkien affirma que Sam Gamegie navigua à partir des Havres Gris des décennies après le départ d'Elrond, impliquant que certains Elfes seraient demeurés en Mithlond à ce moment-là. Legolas partit aussi pour Valinor après la mort d'Elessar, et cette allusion dans le Seigneur des Anneaux affirme que Legolas lui-même construisit les vaisseaux.
Dans le Conte d'Aragorn et Arwen, qui se trouve dans l'Appendice A, Tolkien décrit une Terre du Milieu que la majorité des Elfes a déjà quittée. La majorité de ceux qui sont restés vit dans la Forêt Noire, alors qu'une petite part de la population s'installe en Lindon. Aragorn parle du jardin vide d'Elrond à Fondcombe. De la façon la plus saisissante, après la mort volontaire d'Elessar, Arwen fuit en Lórien vidée de ses habitants, et meurt dans ses frontières tristes et silencieuses.

## Cycle de vie
Ainsi qu'il est dit dans l'Histoire de la Terre du Milieu et dans les lettres de Tolkien, les Elfes ont un cycle de vie différent de celui des Hommes. La plupart des informations suivantes se réfèrent uniquement aux Eldar et apparaissent dans l'essai Laws and Customs among the Eldar, publié dans Morgoth's Ring.

### Début de vie
Les Elfes naissent environ un an après leur conception. C'est l'anniversaire de leur conception qui est fêté, et non celui de leur naissance. Leurs esprits se développent plus rapidement que leurs corps ; et ainsi, dès leur première année, ils peuvent parler, marcher et même danser, et leur rapide maturation mentale fait qu'ils semblent aux yeux des Hommes plus âgés qu'ils ne le sont réellement. La puberté arrive chez eux aux alentours de leur cinquantième, voire leur centième année pour certains. Cependant, les corps des Elfes cessent finalement de vieillir, à la différence des corps humains.

### Sexualité, mariage, et parenté
Les Elfes se marient librement et par amour tôt dans leur vie. La monogamie est pratiquée et l'adultère est impensable ; ils se marient une seule et unique fois, à l'exception notable de Finwë.
Les conjoints peuvent se choisir bien avant de se marier, devenant ainsi fiancés. Les fiançailles sont soumises à un accord parental, à moins que les partis n'aient l'âge et l'intention de se marier bientôt, auquel cas les fiançailles sont annoncées. Ils échangent des anneaux et les fiançailles, qui durent au moins une année, peuvent être rompues en rendant l'anneau (un cas de figure rare). Après les fiançailles officielles, le couple choisit une date, au moins un an plus tard, pour le mariage.
Seuls les mots échangés par les jeunes mariés (incluant la prononciation du nom d'Eru Ilúvatar) et la consommation sont nécessaires pour le mariage. De manière plus formelle, la famille du couple célèbre l'union par une fête. Les partis rendent leurs anneaux de fiançailles et en reçoivent d'autres, portés à l'index. La mère de la mariée offre au marié un bijou qu'il doit porter (l'Elessar, cadeau de Galadriel à Aragorn, est un reflet de cette tradition, Galadriel étant la grand-mère de la fiancée, Arwen ; la mère de cette dernière, Celebrían avait quitté la Terre du Milieu plusieurs centaines d'années avant le mariage).
Les Elfes voient l'acte sexuel comme extrêmement spécial et intime, car cela mène à la conception et à la naissance d'enfants. Toute relation sexuelle extra-maritale ou pré-maritale est impensable, l'adultère est aussi inconcevable car la fidélité des conjoints est absolue. La séparation durant la grossesse ou les premières années de vie de l'enfant sont si pénibles au couple (à cause d'une guerre par exemple) que les Elfes préfèrent avoir des enfants dans des époques paisibles. Les Elfes vivants ne peuvent être violés ; avant cela ils perdront la volonté d'endurer ces souffrances et partiront pour Mandos.
Les Elfes ont peu d'enfants en règle générale (Fëanor et Nerdanel sont une exception, car ils eurent sept fils), et il y a des intervalles relativement importants entre chaque enfant (mais on voit plus bas dans les notes le taux de natalité elfique en Terre du Milieu contre le taux en Aman). Ils sont bientôt préoccupés par d'autres plaisirs ; leur libido s'affaiblit et leur intérêt se porte ailleurs, vers les arts par exemple. Néanmoins, ils trouvent un grand plaisir dans l'union d'amour, et chérissent les jours partagés à élever les enfants comme les plus beaux de leur vie.
Il semble y avoir un seul exemple d'un mariage un peu forcé dans toute la mythologie de Tolkien, celui d'Eöl et Aredhel, dans lequel celle-ci le quitta sans l'en informer, ce qui entraîna sa mort de la main d'Eöl. Cependant, ce mariage était très éloigné des mariages typiques des Elfes.

### Vie quotidienne
Les Elfes, en particulier les Ñoldor, se préoccupent de choses diverses comme le travail de la forge, la musique et les autres arts, et, bien sûr, de manger. Hommes comme femmes peuvent tout faire de façon à peu près égale ; cependant les femmes elfes se spécialisent souvent dans les arts de guérison alors que les hommes vont à la guerre, cela parce qu'ils croient que prendre une vie est incompatible avec la possibilité de préserver la vie. Cependant, les Elfes ne sont pas confinés dans des rôles rigides ; les femmes peuvent se défendre en cas de besoin aussi bien que les hommes, et beaucoup d'hommes sont des guérisseurs qualifiés, comme Elrond.

### Vieillesse
Finalement, s'ils ne meurent pas dans une bataille ou pour une autre raison, les Elfes de la Terre du Milieu se lassent et désirent revoir Valinor, où les Valar ont jadis abrité leur peuple. Ceux qui veulent partir pour les Terres immortelles (Aman) partent souvent sur les bateaux des Havres Gris où demeure Círdan le Charpentier des Navires et son peuple.

### «Troisième cycle de vie» et la question de la barbe
Malgré les affirmations de Tolkien dans Le Hobbit selon lesquelles les Elfes (et les Hobbits) n'ont pas de barbe, Círdan en porte une, ce qui semble être une anomalie ayant échappé à l'attention de Tolkien. Cependant, dans une note de 1960, Tolkien explique que si Círdan a une barbe, c'est qu'il se trouve dans son « troisième cycle de vie » ; Mahtan, le père de Nerdanel, porte la barbe alors qu'il n'est que dans son deuxième cycle, un fait rarissime. Ces cycles ne sont mentionnés nulle part ailleurs par Tolkien, et ce qu'ils représentent n'est pas très clair. Apparemment, les barbes étaient le seul signe de vieillissement après la maturité.
Néanmoins, Tolkien peut avoir finalement changé d'avis sur la question de la barbe des Elfes. Comme le dit Christopher Tolkien dans Contes et légendes inachevés[source insuffisante], son père écrivit en décembre 1972 ou plus tard que ce qui restait d'Elfe chez les Hommes, comme Aragorn, était « observable par l'absence de barbe chez leurs descendants », puisque « c'était une caractéristique des Elfes d'être imberbes ». Cela contredit apparemment les informations ci-dessus.
Les Elfes semblent parfois vieillir après la souffrance. Círdan apparaît comme vieilli, puisqu'il est décrit comme semblant âgé, si ce n'est les étoiles dans ses yeux ; cela peut être dû à toutes les tristesses qu'il a connues depuis le Premier Âge. Quand Gwindor rentre à Nargothrond après avoir été captif de Morgoth pendant des années, il apparaît prématurément vieilli au point que nul ne le reconnaît de prime abord sinon Finduilas.

### Mort
Les Elfes sont naturellement immortels, et restent infatigables avec l'âge. En plus de leur immortalité, les Elfes peuvent se remettre des blessures qui tueraient normalement un Homme mortel. Cependant, les Elfes peuvent être tués, ou mourir de chagrin et de fatigue.
L'esprit des Elfes décédés est convoqué aux Cavernes de Mandos, en Valinor, convocation que l'esprit peut refuser. Après un certain temps de purification, leur esprit est à nouveau vêtu de chair, et ils retrouvent un corps identique à leur corps précédent. Cependant, ces Elfes ne retournent quasiment jamais en Terre du Milieu et restent en Valinor. Glorfindel est une exception ; comme indiqué dans les livres suivants, Tolkien décida qu'il était la réincarnation d'un héros du Silmarillion plutôt qu'un individu portant le même nom. Un exemple rare et plus inhabituel d'Elfe revenant des Cavernes de Mandos se trouve dans le Conte de Beren et Lúthien, quand Lúthien revient en Terre du Milieu, en tant que mortelle, cependant. Les mots elfiques de Tolkien pour « esprit » et « corps » sont respectivement fëa (pluriel fëar) et hröa (pluriel hröar).
Finalement, leur esprit immortel écrasera et consumera leurs corps, les rendant « immatériels », qu'ils décident d'aller en Valinor ou de rester en Terre du Milieu. À la fin du monde, tous les Elfes seront devenus invisibles aux yeux des mortels, sauf aux yeux de ceux à qui ils veulent se manifester. Tolkien appela les Elfes de la Terre du Milieu qui ont subi ce processus les « Lingerers » (ceux qui s'attardent).
La vie des Elfes dure tant que le monde dure. Il est dit dans la Seconde Prophétie de Mandos qu'à la fin des temps, les Elfes se joindront aux autres Enfants d'Ilúvatar pour chanter la Seconde Musique des Ainur. Cependant, Le Silmarillion publié affirme que seuls les Hommes participeront à la Deuxième Musique, et que le destin final des Elfes est inconnu. Ils ne croient cependant pas qu'Eru les abandonnera à l'oubli.

## Noms et conventions de désignation
Dans Le Seigneur des anneaux, Tolkien feint d'être simplement le traducteur des mémoires de Bilbon et Frodon, connues sous le nom de Livre Rouge de la Marche de l'Ouest. Il dit que les noms et termes contenus dans l'œuvre (comme dans Le Hobbit d'ailleurs) qui apparaissent en anglais sont en réalité des traductions du westron.
Tolkien exprima à plusieurs reprises son sentiments concernant le nom « elfe » et ses « connotations d'un genre dont je désire vivement qu'elles ne soient pas présentes [...] par ex. celles de Drayton ou du Songe d'une nuit d'été », afin que les traducteurs du Seigneur des anneaux choisissent de préférence « la forme la plus ancienne du nom disponible [...] et qu'elle acquière ses propres connotations pour les lecteurs de mon récit ». Il désirait éviter qu'on les associe aux « fées » victoriennes, ou bien aux esprits maléfiques que désignait généralement le terme, et visait les notions plus élevées associées aux êtres « censés posséder des pouvoirs magiques formidables dans l'ancienne mythologie teutonne[réf. souhaitée] » (OED viz. l'anglo-saxon ælf, provenant du proto-germanique *albo-z).
Les Elfes sont aussi appelés les Premiers-Nés (q. Minnónar) ou les Aînés, par opposition aux Hommes, les Seconds-Nés, parce qu'ils ont été « éveillés » avant les Hommes par Eru Ilúvatar. Le Elfes se nomment eux-mêmes Quendi (« ceux qui parlent »), pour honorer le fait que quand ils ont été créés, ils étaient les seuls êtres vivants capables de parler. Les Dúnedain les appellent Nimîr (« les Belles Gens »), alors que leur nom habituel en sindarin est Eledhrim.
Dans d'autres écrits, appartenant à l'Histoire de la Terre du Milieu, Tolkien détaille les conventions de désignation elfiques. Le mot quenya pour « nom » est essë. Un Elfe de Valinor reçoit typiquement un nom à la naissance, par son père (ataressë), qui reflète généralement les noms des parents, indiquant l'ascendance de la personne, auquel on peut ajouter plus tard un préfixe plus spécifique. Quand l'Elfe a grandi, il reçoit un deuxième nom (amilessë), donné par sa mère. Ce nom est extrêmement important et reflète la personnalité, les compétences, ou le destin, étant souvent « prophétique ».
L'epessë est le troisième type de nom. Il est donné plus tard dans la vie, pas nécessairement par la famille, à titre d'admiration ou pour honorer. Dans quelques circonstances, un autre nom peut être choisi par l'elfe lui-même, et il est alors appelé kilmessë.
Les « vrais noms » restent les deux premiers, par lesquels un Elfe peut être désigné par tous les autres. Les noms maternels ne sont généralement pas utilisés par ceux qui ne connaissent pas particulièrement l'Elfe. Plus tard, les chants et récits peuvent utiliser n'importe lequel des quatre noms qui devient le plus utilisé et reconnu.
Après l'Exil en Terre du Milieu et l'adoption du sindarin comme langue quotidienne, la plupart des Ñoldor choisirent aussi un nom qui correspondait à cette langue, traduisant ou altérant un de leurs noms quenya.
Un nom de famille est aussi utilisé : le nom du père avec le suffixe -ion. Ainsi, Gildor Inglorion est « Gildor, fils d'Inglor ».
Plusieurs exemples suivent :
- Galadriel est la traduction sindarine d’Alatáriel, l’epessë en quenya telerin originellement donnée à celle-ci par Celeborn, ce qui signifie « jeune fille couronnée d'une guirlande radieuse ». Son nom paternel est Artanis (« femme noble ») et son nom maternel est Nerwen (« jeune fille-homme ») ;
- Maedhros, l'aîné des fils de Fëanor, est appelé Russandol (« couronné de cuivre ») par ses frères : cet epessë lui vient de ses cheveux roux. Son nom paternel est Nelyafinwë (« Finwë le troisième » : le propre nom paternel de Fëanor étant Curufinwë), et son nom maternel Maitimo (« bien formé »). Maedhros est la transformation en Sindarin d'une partie de son nom maternel et de son epessë ;
- Finrod est appelé généralement Felagund (« creuseur de cavernes »), un nom qui lui est donné par les Nains (originellement Felakgundu) pour ses demeures souterraines de Nargothrond. Finrod adopte ce nom et en fait un titre honorifique ;
- Círdan (Charpentier des Navires) est l’epessë d'un Elfe Teleri qui reste en Beleriand, et plus tard en Lindon, jusqu'à la fin du Troisième Âge. Son nom originel est très rarement rappelé dans les traditions comme étant Nōwē, et il est toujours fait mention de lui comme de Círdan, un titre qui lui a été donné en tant que Seigneur des Falas.

## Langues elfiques
Tolkien créa plusieurs langues pour les Elfes. Son intérêt était d'abord philologique, et il dit que les histoires ont grandi autour de ces langues. La mythologie qu'il a créée s'est articulée autour de ces langues, en commençant avec ce qu'il appelait au départ qenya et goldogrin, les premières formes des langues elfiques, qui devinrent ultérieurement le quenya (Haut-elfique) et le sindarin (elfique gris), les deux langues les plus complètes qu'il ait créées. Il a également élaboré d'autres langues, plus parcellaires, apparentées à ces deux-là.
Les Elfes sont aussi crédités de l'invention des deux principaux systèmes d'écriture : les tengwar de Fëanor et les cirth de Daeron.

## Adaptations
La version animée de Rankin/Bass du  Hobbit en 1977, avec le dessin des personnages par Lester Abrams, représente les Elfes des Bois comme des guerriers à la peau verte avec un léger accent autrichien/allemand. Les Hauts Elfes sont montrés avec des oreilles pointues et des barbes.
Dans le Jeu de rôle des Terres du Milieu (Iron Crown Enterprises, 1986), trois tribus d'Elfes sont proposées au personnage joueur dans les options de race, les Sylvains, les Sindar et les Noldor — chacun recevant des bonus statistiques (entre 5 et 15) pour tous les attributs à part pour la Force, le Noldo recevant le plus de bonus cumulatifs que n'importe quelle autre race du jeu. Les trois tribus sont statistiquement immunisées contre les maladies (+100 % chance de résistance) et doivent se voir attribuer « Présence » comme statistique la plus haute générée aléatoirement. Les personnages Elfes reçoivent aussi un bonus de compétence significatif avec les armes de jet (comme une fronde ou un arc) et une compétence de ruse (comme la dissimulation).
Les trois tribus d'Elfes (Sylvains, Noldor, Sindar) dépeints dans le Jeu de rôle du Seigneur des Anneaux (Decipher, Inc., 2001) ont des bonus statistiques différents (un ou deux points) en Orientation, Perception et Agilité, les Noldor recevant en plus un bonus d'Astuce et les Sindar de Vitalité, donnant aux deux le maximum de bonus cumulatifs possibles pour des personnages joueurs. Le système de compétences, exploits et défauts dépendants des caractéristiques raciales et culturelles, des bonus étant donnés aux Noldor dans la connaissance des légendes et dans la « Résistance à l'Ombre », aux Elfes sylvains dans divers arts du travail du bois, et aux Sindar pour les aptitudes musicales. Tous les Elfes ont la capacité d'enchanter des objets, et de recevoir des bonus dans n'importe quelle épreuve concernant la magie.
Dans le jeu de bataille Le Seigneur des anneaux (Games Workshop, 2001), les Elfes ont des statistiques similaires aux Hommes semblablement armés, avec des scores plus élevés pour leurs attributs de Combat et de Courage. En moyenne, l'équipement elfique pour la guerre (armure et armes) donne le double d'avantages par rapport aux armes produites par les Hommes.

#### Ouvrages de Tolkien
- J. R. R. Tolkien (trad. Pierre Alien), Le Silmarillion [« The Silmarillion »] [détail des éditions].
- J. R. R. Tolkien (trad. Francis Ledoux, Tina Jolas), Le Seigneur des anneaux [« The Lord of the Rings »] [détail des éditions].
- J. R. R. Tolkien (trad. Tina Jolas), Contes et légendes inachevés [« Unfinished Tales of Númenor and Middle-earth »] [détail des éditions].
- J. R. R. Tolkien (trad. Delphine Martin), Les Enfants de Húrin [« The Children of Húrin »] [détail des éditions].
- J. R. R. Tolkien et Christopher Tolkien (trad. Adam Tolkien), Le Livre des contes perdus [« The Book of Lost Tales »] [détail des éditions].
- J. R. R. Tolkien et Christopher Tolkien (trad. Daniel Lauzon), La Route perdue et autres textes [« The Lost Road and Other Writings »] [détail des éditions].
- (en) J. R. R. Tolkien et Christopher Tolkien, Morgoth’s Ring, HarperCollins, 2002, 471 p. (ISBN 0-261-10300-8).
- (en) J. R. R. Tolkien et Christopher Tolkien, The War of the Jewels, HarperCollins, 2002, 470 p. (ISBN 0-261-10324-5).
- Douglas A. Anderson (trad. Daniel Lauzon), Le Hobbit annoté [« The Annotated Hobbit »], Christian Bourgois, 2012 (ISBN 978-2-267-02389-3)
- J. R. R. Tolkien, Christopher Tolkien et Humphrey Carpenter (trad. Delphine Martin et Vincent Ferré), Lettres [« Letters of J.R.R. Tolkien »] [détail des éditions].

#### Ouvrages et articles sur Tolkien
- (en) Marjorie Burns, Perilous Realms : Celtic and Norse in Tolkien's Middle-earth.
- Humphrey Carpenter (trad. Pierre Alien), J. R. R. Tolkien, une biographie [« J. R. R. Tolkien: A biography »], Pocket, coll. « Littérature - Best », novembre 2004, 320 p. (ISBN 2266146262).
- (en) Michaël Delvaux (trad. David Ledanois), « Elves : Reincarnation », dans Michael D. C. Drout (dir.), J. R. R. Tolkien Encyclopedia : Scholarship and Critical Assessment, New York, Routledge, 2007, XXXIV-774 p. (ISBN 0-415-96942-5 et 978-0-415-96942-0), p. 154-155.
- (en) Matthew Dickerson, « Elves : Kindred and Migrations », dans Michael D. C. Drout (dir.), J. R. R. Tolkien Encyclopedia : Scholarship and Critical Assessment, New York, Routledge, 2007, XXXIV-774 p. (ISBN 0-415-96942-5 et 978-0-415-96942-0), p. 152-154.
- (en) Bradford Lee Eden, « Elves », dans Michael D. C. Drout (dir.), J. R. R. Tolkien Encyclopedia : Scholarship and Critical Assessment, New York, Routledge, 2007, XXXIV-774 p. (ISBN 0-415-96942-5 et 978-0-415-96942-0), p. 150-152.
- (en) Thomas Fornet-Ponse, « "Strange and free" : On Some Aspects of the Nature of Elves and Men », Tolkien Studies : An Annual Scholarly Review, West Virginia University Press, vol. 7,‎ 2010, p. 67-89 (DOI 10.1353/tks.0.0071).
- (en) John Garth, Tolkien and the Great War.
- (en) Tom Shippey, The Road to Middle-earth, Londres, HarperCollins, 2005 (1re éd. 1982) (ISBN 978-0-261-10275-0).
- (en) Tom Shippey, J. R. R. Tolkien: Author of the Century, HarperCollins, 2000 (ISBN 0618257594).
- (en) Tom Shippey, « Light-elves, Dark-elves, and Others : Tolkien's Elvish Problem », Tolkien Studies : An Annual Scholarly Review, West Virginia University Press, vol. 1,‎ 2004, p. 1-15 (lire en ligne).